# Teopento de Kiev
Teopento (em grego:  Θεόπεμπτος, em russo:  Феопемпт; séc. X, ?, - 1049, Kiev, Rússia de Kiev) foi metropolita de Kiev (c.1037-1049).

## Biografia
Grego de origem, tornou-se metropolita depois de 1030, possivelmente por volta de 1034 ou 1037, devido às suas conexões com a comitiva do Imperador Miguel IV.
O surgimento de Teopento em Kiev causou uma mudança na política religiosa do príncipe Jaroslau, o Sábio, que rejeitou o "legado" da Igreja do dízimo da Virgem e a tradição associada a ela, não apenas iniciando o construção de uma nova Catedral de Santa Sofia, mas também garantindo a chegada do primeiro metropolita dos gregos à Rússia.
O metropolita Teopento é mencionado pela primeira vez nas crônicas russas em 1039, quando participou da reconsagração da Igreja dos Dízimos em Kiev. Segundo alguns relatos, até 1037 a metrópole de Kiev estava subordinada à sé de Ocrida, e não ao Patriarcado de Constantinopla, mas em 1037 a situação mudou, os bizantinos fortaleceram suas posições na Rússia de Kiev. E como Teopento imediatamente empreendeu a reconsagração da Igreja dos Dízimos, então, provavelmente, em 1037, os cristãos que consagraram a Igreja dos Dízimos em 995 foram considerados hereges em Constantinopla. Desde a época do metropolita Teopento em Kiev, a Igreja da Rússia durante todo o período pré-mongol foi chefiada quase exclusivamente por gregos, fornecidos à cátedra de Kiev pelos Patriarcas de Constantinopla.
Em meados de 1039, Teopento esteve em Constantinopla, onde participou do sínodo patriarcal. Provavelmente durante o mandato de Teopento, as eparquias de Iuriev e Pereiaslav foram estabelecidas na Rússia.
O conflito bizantino-russo de 1043-1046 não afetou negativamente as atividades de Teopento, já que ele, presumivelmente, falou a favor do anti-imperial Jorge Maniaces.
Faleceu em 1049.